# Kuinini Manumua
Kuinini Manumua (Samoa, 12 de diciembre de 2000) es una levantadora de pesas tonganoestadounidense. Participó en los Juegos Olímpicos de Tokio 2020 en la categoría femenina de +87 kg, alcanzando la octava posición en la clasificación. Es la primera atleta que ha representado a Tonga en esta disciplina.

## Trayectoria deportiva
Kuinini Manumua nació el 12 de diciembre de 2000 en Samoa Americana.  Vivió su infancia en el país natal de sus padres, Tonga, en la aldea de Ha'alaufuli en Vava'u, hasta que su familia emigró a San Francisco, cuando Manumua tenía 10 años. En su primer año de colegio secundario, Manumua comenzó a levantar pesas. En 2014 cambió su nacionalidad de neozelandesa a estadounidense.
En febrero de 2017,  Manumua asistió a los Campeonatos Nacionales Juveniles de Halterofilia de EE. UU. en Kansas City, Misuri, donde pesó un poco menos, 95,4 kilogramos y levantó 87 kilogramos con un total de 199 kilogramos. Obtuvo el cuarto lugar. En ese mismo año, ganó el bronce para Estados Unidos en el Campeonato Mundial Juvenil de Halterofilia. Salió 3.ª en la prueba de arrancada y 5.ª en la prueba de envión, representando a los Estados Unidos y ganó la medalla de bronce en el total con 218 kg. Con solo 17 años, se clasificó para el equipo mundial juvenil estadounidense de halterofilia. También recibió el premio a la mejor atleta juvenil femenina del año en USA Weightlifting en dicho año.
En 2018, en los Campeonatos del Mundo Junior de la Federación Internacional de Halterofilia 2018 en Taskent (Uzbekistán), levantó 101 kg en arrancada y 130 kg en envión para obtener el quinto puesto. Sus 231 kg totales la situaron en el quinto puesto de la clasificación general. La primera participación de Manumua representando a Tonga fue en los Campeonatos del Mundo de Halterofilia 2018, donde compitió en la categoría femenina de +87 kg. Manumua quedó en el puesto 21, levantando 98 kg en arrancada y 129 kg en envión.
En declaraciones para el medio Matangi Tonga, Manumua explicó que parte de su razonamiento para cambiar de equipo, de Estados Unidos a Tonga, fue que "quería representar a mi pequeño país para que, con suerte, pueda ser el comienzo de algo para que otras chicas tonganas como yo se sientan inspiradas para hacer halterofilia. O simplemente a levantar peso en general. Además, también quería que Tonga tuviera más reconocimiento en el deporte, y me siento muy orgullosa de representar a Tonga."
En 2019, Manumua compitió por Tonga en los Campeonatos de Halterofilia de Oceanía en la categoría femenina de +87 kg. Quedó en quinto lugar en arrancada, levantando 80 kg. Manumua también participó en los Campeonatos Mundiales de Halterofilia de 2019, representando a Tonga en el grupo femenino de +87 kg. Levantó 96 kg en arrancada y 115 kg en envión, quedando en 19º lugar.
En las clasificaciones para los Juegos Olímpicos de Verano de 2020 en la categoría femenina de +87 kg, Manumua quedó en el puesto 14, sin poder clasificarse inicialmente. La exclusión de Manumua fue controvertida debido a que una de las atletas del grupo de Oceanía que sí se clasificó fue Laurel Hubbard, quien es una mujer transgénero. El San Francisco Chronicle escribió que "el nombre de Manumua empezó a aparecer como una causa célebre en los medios de comunicación de la derecha".
Hubbard, junto con otra atleta de Oceanía, Iuniarra Sipaia, de Samoa, se clasificaron entre los 8 primeros, lo que les dio automáticamente una plaza en los Juegos. Fuera de los 8 mejores atletas, cada continente tuvo su siguiente atleta mejor clasificado. La plaza de Oceanía se habría concedido a la novena clasificada, Charisma Amoe-Tarrant, de Australia, pero Samoa retiró a sus halterófilos de los Juegos Olímpicos debido a las restricciones de la COVID-19, lo que situó a Amoe-Tarrant entre los ocho primeros. Para entonces, Manumua había recibido una invitación de la Comisión Tripartita para representar a Tonga. Esto significaba que no podía ocupar la plaza libre de Oceanía. La plaza de repuesto de Oceanía acabó siendo para la atleta guatemalteca Scarleth Ucelo. Hubbard no pudo terminar la prueba al no poder completar una arrancada limpia en sus tres intentos. Manumua dijo sobre la actuación de Hubbard que "me siento mal por ella por haber fracasado. Fallar en los Juegos Olímpicos tiene que ser una sensación horrible".
La clasificación de Manumua la convirtió en la primera mujer en representar a Tonga en halterofilia en los Juegos Olímpicos. En los Juegos Olímpicos de 2020, quedó en octava posición, levantando 103 kg en arrancada y 125 kg en envión. Su octavo puesto fue el más alto de los seis tonganos que acudieron a los Juegos Olímpicos de 2020. Manumua declaró al San Francisco Chronicle, poco después de su actuación olímpica, que "quería ir a otro [Juego Olímpico]", y que quería "ver cuánto puedo mejorar en tres años".